# Aegus punctipennis
Aegus punctipennis es una especie de coleóptero de la familia Lucanidae.

## Distribución geográfica
Habita en Borneo, Sumatra (Indonesia).